# SSD (映画会社)
株式会社SSDは、大韓民国のテレビドラマなどの制作会社である。

## 概要

### 韓国本社
- 名称　株式会社SSD
- 代表　キム・ウィジュン （社長、CEO）
- 所在地　大韓民国ソウル市江南区論峴洞97-23 世宗ビル4階

### 日本法人
- 名称　株式会社SSD Japan
- 代表　ファン・ソンイル （社長、CEO）
- 所在地　東京都新宿区富久町16-4　ピアマークビル3階

## 略歴
- 2006年、ペ・ヨンジュン主演、キム・ジョンハク演出のテレビドラマ『太王四神記』のために、株式会社キム・ジョンハクプロダクションと共同出資し、「株式会社TSGカンパニー」を設立した。
- 2007年、同作を韓国MBSで放映、30％を超える視聴率を獲得[1]、また同年、日本の映画会社ティ・ジョイと提携、日本の劇場でのデジタル上映を開始、興行としても成功する。
- 2008年、ティ・ジョイ子会社のラテルナ、米国のイレブンアーツの製作する合作映画『The Harimaya Bridge はりまや橋』（2009年公開）に出資、同社のキム・ウィジュンはエグゼクティヴプロデューサーとして迎えられた[2]。

## フィルモグラフィ
- 太王四神記 （テレビ映画、2007年）
- The Harimaya Bridge はりまや橋 （2009年）

## 註
1. ↑  太王四神記の項の記述を参照。
2. ↑  The Harimaya Bridge はりまや橋の項の記述を参照。